# Лешань
Леша́нь (кит. упр. 烈山, пиньинь Lièshān) — район городского подчинения городского округа Хуайбэй провинции Аньхой (КНР).

## История
В 1958 году в этих местах началась добыча угля. В апреле 1960 года на границе уездов Суйси и Сяосянь был образован город Суйси (濉溪市), подчинённый напрямую правительству провинции Аньхой. В апреле 1971 года город Суйси был переименован в Хуайбэй. В 1980 году в составе города Хуайбэй был создан район Лешань.

## Административное деление
Район делится на 5 уличных комитетов и 3 посёлка.